# Chuyến bay 826 của United Airlines
Vào ngày 28 tháng 12 năm 1997, Chuyến bay 826 của United Airlines (UA826/UAL826) được khai thác bởi một chiếc Boeing 747-100 bay từ Sân bay New Tokyo (đã đổi tên thành Sân bay quốc tế Narita vào năm 2004), Nhật Bản đến Sân bay Quốc tế Honolulu, Hawaii. Hai giờ sau chuyến bay, ở độ cao 31.000 foot (9.400 m), máy bay nhận được báo cáo về nhiễu động không khí nghiêm trọng trong khu vực và biển báo thắt dây an toàn đã được bật. Một lúc sau, máy bay bất ngờ lao xuống khoảng 100 foot (30 m), khiến 15 hành khách và 3 thành viên phi hành đoàn bị thương nặng. Máy bay quay đầu và hạ cánh an toàn trở lại Tokyo, nhưng một hành khách, một phụ nữ Nhật Bản 32 tuổi, đã tử vong.

## Thông tin chuyến bay
Chuyến bay 826 được lái bởi các phi công có kinh nghiệm. Cơ trưởng đã có khoảng 15.000 giờ bay, trong đó có 1.100 giờ trên Boeing 747. Cơ phó có khoảng 10.000 giờ, trong đó có 1.500 giờ trên Boeing 747 và kỹ sư bay có khoảng 3.500 giờ bay, trong đó có 850 giờ trên Boeing 747. Phi hành đoàn có thâm niên từ 8 đến 34 năm.
Chuyến bay 826 rời sân bay Narita của Tokyo vào ngày 28 tháng 12 năm 1997, lúc 20:30 giờ địa phương. Nó đạt độ cao hành trình là 31.000 foot (9.400 m) chỉ chưa đầy nửa giờ sau đó. Chuyến bay ban đầu được lên kế hoạch bay ở độ cao 35.000 foot (11.000 m), nhưng kiểm soát không lưu (ATC) chỉ cho phép bay ở độ cao thấp hơn do không lưu. Cơ trưởng đã chọn tuyến đường được phép duy nhất vào thời điểm không có giông bão hoặc giông bão nghiêm trọng.
Ở độ cao hành trình, ban đầu chuyến bay gặp sóng gió đủ lớn để cơ trưởng bật biển báo "thắt dây an toàn". Mười lăm phút sau, nhiễu loạn lắng xuống và biển báo thắt dây an toàn đã tắt. Vào thời điểm đó, cơ trưởng đã thông báo với hành khách rằng vẫn có khả năng xảy ra nhiễu loạn và nên thắt dây an toàn khi ngồi. Một tiếp viên hàng không cũng đưa ra thông báo tương tự bằng tiếng Nhật.
Khoảng một giờ sau, sau khi điều kiện yên tĩnh, "biển báo thắt dây an toàn" lại xuất hiện mà không có bất kỳ thông báo nào. Sau khoảng hai phút nhiễu động không mạnh lắm, đột nhiên chiếc 747 giảm nhẹ rồi vọt lên rồi lao xuống với tốc độ nhanh đến mức một người theo đuổi đang bám vào một mặt bàn cố định thấy mình đang bị treo ngược và đang giữ mặt bàn bằng tay. chân trong không khí. Sau đó, máy bay nâng độ cao và leo dốc trước khi rơi mạnh trở lại, điều này xảy ra khi cánh phải hạ xuống mạnh. Sau một lần leo dốc vừa phải, chuyến bay trở lại bình thường.
Sau vụ việc, một phụ nữ Nhật Bản không thắt dây an toàn được tìm thấy nằm bất tỉnh và chảy nhiều máu trên lối đi. Bất chấp những nỗ lực hồi sức nhanh chóng của các tiếp viên hàng không bị thương và một bác sĩ hành khách, cô ấy đã sớm được tuyên bố là đã chết.
Mười lăm hành khách và ba tiếp viên hàng không bị gãy xương sống và cổ. 87 hành khách khác bị bầm tím, bong gân và các vết thương nhẹ khác. Trong khi sân bay Henderson trên đảo san hô Midway là sân bay gần nhất, cơ trưởng đã chọn quay lại Tokyo sau khi đánh giá máy bay vẫn có thể bay được và Tokyo có các cơ sở y tế được đánh giá là tốt hơn để xử lý các vết thương.
Ba tiếng sau, máy bay hạ cánh an toàn xuống sân bay Narita.

## Điều tra của NTSB
Máy ghi dữ liệu chuyến bay, như được phân tích bởi Ủy ban An toàn Giao thông Quốc gia Hoa Kỳ (NTSB), phát hiện ra rằng ban đầu các cảm biến đã ghi lại gia tốc bình thường tối đa là 1,814g trong lần đi lên mạnh đầu tiên. Sau đó, dữ liệu cho thấy máy bay đã mất kiểm soát khi lăn 18° và sau đó lao xuống mức cực âm G là -0,824g.
Cuộc điều tra của NTSB đã phát hiện ra một vấn đề tiềm ẩn có thể ngăn chặn cái chết và nhiều thương tích. Không ai có thể nhớ đã nghe thấy tiếng chuông "thắt dây an toàn" điển hình khi đèn thắt dây an toàn bật sáng khoảng hai phút trước sự kiện nhiễu loạn và không có thông báo nào về đèn "thắt dây an toàn" được bật bằng tiếng Anh hoặc tiếng Nhật.

## Hậu quả
Do sự cố, United Airlines đã phát hành một bản tin có tựa đề "Cuộc gặp phải sóng gió và Tử vong của hành khách", trong đó trình bày chi tiết về các sự kiện của Chuyến bay 826 và nhấn mạnh tầm quan trọng của việc liên lạc hiệu quả. Hãng cũng thực hiện các biện pháp để thực thi chính sách khuyến khích hành khách thắt dây an toàn ngay cả khi biển báo thắt dây an toàn đã tắt.
United Airlines trước đây đã có ý định bán chiếc máy bay cũ kỹ cho một công ty cứu hộ vào đầu năm 1998. Sau sự cố này, hãng đã quyết định cho chiếc máy bay này ngừng hoạt động ngay sau đó với Chuyến bay 826 là chuyến bay doanh thu cuối cùng của hãng.